# برترام إيفانز
برترام إيفانز (بالإنجليزية: Bertram Evans)‏ (17 ديسمبر 1872 في المملكة المتحدة - 2 مارس 1919 في فرنسا) هو لاعب كريكت بريطاني (وحمل سابقاً جنسية المملكة المتحدة لبريطانيا العظمى وأيرلندا). لعب مع نادي مقاطعة هامبشاير للكريكت ‏.

## وصلات خارجية
- برترام إيفانز على موقع إي آس بي آن كريك إنفو (الإنجليزية)